# Konflikten mellan Indien och Pakistan
Konflikten mellan Indien och Pakistan, de två största och mest folkrika länderna i Sydasien, är mångfacetterad. Det finns religiösa, ekonomiska och ideologiska dimensioner. Historiskt har konflikten sin grund i det brittiska styret över den sydasiatiska regionen och de enorma sociala konvulsioner som uppstod i samband med att Indien splittrades 1947. Även om de bägge sydasiatiska länderna till stor del har en gemensam historia, och starka kulturella, geografiska och ekonomiska kopplingar till varandra, har relationen ända sedan delningen av subkontinenten varit högst ansträngd och präglats av misstro. Båda länderna har dessutom kärnvapen, vilket ytterligare förstärker allvaret i konflikten. I centrum för konflikten finns Kashmirproblemet, men det finns också andra konfliktkällor, bland annat Junagadh-dispyten och att länderna intagit olika roller i en rad krig och konflikter, bland annat i kriget mellan Afghanistan och Sovjetunionen under 1980-talet.

## Det brittiska styret och tvåstatslösningen
Merparten av Sydasien kom under direkt brittisk kontroll under senare delen av 1800-talet. Det brittiska styret över subkontinenten varade i nästan 150 år. I början av 1900-talet bildades det politiska partiet The Muslim League, vilka under ledning av Quaid e Azam Mohammad Ali Jinnah föreslog tvåstatslösningen (en hinduistisk stat och en muslimsk). Kampanjen för tvåstatslösningen nådde sin kulmen i början av 1940-talet. Efter kriget, då det blev uppenbart att Storbritannien inte längre var den stormakt det en gång varit, gick britterna med på att släppa kontrollen över subkontinenten. De gick även med på kravet att låta skapa två länder, ett för hinduer och ett för muslimer. Men delningen av Indien blev en katastrof. Omkring en halv miljon muslimer och hinduer dödades i upproren som följde på delningen. Miljontals muslimer som levde i Indien och hinduer och Sikher som levde i Pakistan emigrerade i en av de största folkomflyttningarna i modern tid. Båda länder anklagade varandra för att inte ge tillräcklig säkerhet för de minoriteter som emigrerade genom respektive territorium. Dessa anklagelser bidrog till att ytterligare fördjupa konflikten mellan de bägge nationerna.

## Indo-pakistanska kriget 1947
Indo-pakistanska kriget 1947 eller Första Kashmirkriget utbröt den 22 oktober 1947, och var en konflikt där Indien slogs mot Pakistan. Kriget utbröt sedan Pakistan stött ett muslimskt uppror i Kashmir. Indien gick med på att stödja Kashmirs maharaja, om staten anslöts till Indien. Kriget slutade den 1 januari 1949, och en eldupphörslinje upprättades.

## Indo-pakistanska kriget 1965
Indo-pakistanska kriget 1965 eller Andra Kashmirkriget utbröt i var en konflikt där Indien slogs mot Pakistan 1965. I april 1965 utbröt stridigheter mellan indiska och pakistanska gränstrupper, och i augusti 1965 blossade konflikten upp på nytt sedan pakistanska styrkor tågat över 1947 års eldupphörslinje och inlett en offensiv mot Jammu och Kashmir. Indien svarade med att korsa den internationella gränsen vid Lahore i början av september 1965. Tre veckor senare enades båda parterna om FN:s eldupphörsförslag och i januari 1966 enades Indien och Pakistan på ett möte i Tasjkent om att lösa konflikten fredligt, och dra tillbaka sina soldater till samma positioner som före augusti 1965.

## Indo-pakistanska kriget 1971
Indo-pakistanska kriget 1971 utkämpades mellan Indien och Pakistan som en konsekvens av Bangladeshs befrielsekrig. Kriget varade 13 dagar innan de pakistanska styrkorna i Östpakistan kapitulerade vilket ledde till att Bangladesh uppnådde sin självständighet.

## Kargilkriget
Kargilkriget eller Kargilkonflikten var en väpnad konflikt mellan Indien och Pakistan mellan maj och juli 1999.

## Krig
- Indo-pakistanska kriget 1947
- Indo-pakistanska kriget 1965
- Indo-pakistanska kriget 1971
- Kargilkriget (1999)